# ورنر لوکله
ورنر لوکله (آلمانی: Werner Loeckle؛ ۴ مه ۱۹۱۶ – ۲۰ مارس ۱۹۹۶) قایقران روئینگ اهل آلمان بود.
وی در مسابقات کشوری و بین‌المللی در مجموع برندهٔ ۱ مدال برنز شده‌است.